# Lumawig
Lumawig – u Ifuguaowów, Bontoków i Kankanajów ubóstwiony bohater, który nauczył ludzi krzesania ognia i uprawy roli.